# Mangalam, Coimbatore
Mangalam là một thị trấn thống kê (census town) của quận Coimbatore thuộc bang Tamil Nadu, Ấn Độ.

## Địa lý
Mangalam có vị trí 9°46′B 78°40′Đ / 9,77°B 78,67°Đ Nó có độ cao trung bình là 32 mét (104 feet).

## Nhân khẩu
Theo điều tra dân số năm 2001 của Ấn Độ, Mangalam có dân số 7892 người. Phái nam chiếm 51% tổng số dân và phái nữ chiếm 49%. Mangalam có tỷ lệ 67% biết đọc biết viết, cao hơn tỷ lệ trung bình toàn quốc là 59,5%: tỷ lệ cho phái nam là 76%, và tỷ lệ cho phái nữ là 59%. Tại Mangalam, 13% dân số nhỏ hơn 6 tuổi.